# Véra Norman
Cet article possède un paronyme, voir Vera Molnár.
Marguerite Trediakowski dite Véra Norman, née le 28 décembre 1924 dans le 14e arrondissement de Paris et morte le 19 mai 2023 à Saint-Arnoult, est une actrice française.

## Biographie
Lancée par ses interprétations de « Mademoiselle de ... » dans Monsieur Vincent de Maurice Cloche (1947), puis d'« Oseille » dans Lady Paname d'Henri Jeanson (1949), elle connaît un petit vedettariat au début des années 1950 avec La neige était sale de Luis Saslavsky (1952). Elle met fin à sa carrière en 1954.
Mariée à Pierre Henry (concepteur de jeux radio et TV), elle se retire avec sa mère et son mari à Deauville  en 1985 pour devenir antiquaire puis céramiste et peintre.

## Filmographie
- 1945 : Échec au roy de Jean-Paul Paulin
- 1946 : La Rose de la mer de Jacques de Baroncelli
- 1947 : Rouletabille joue et gagne de Christian Chamborant
- 1947 : Monsieur Vincent de Maurice Cloche (Mademoiselle de Châtillon)
- 1948 : La Renégate de Jacques Séverac
- 1949 : Mission à Tanger d'André Hunebelle
- 1949 : Retour à la vie film à sketches
- 1950 : Le Grand Rendez-vous de Jean Dréville (Colette)
- 1950 : Lady Paname d'Henri Jeanson (Oseille)
- 1950 : Le Tampon du capiston de Maurice Labro (Yvonne Reverchon)
- 1950 : Ma pomme de Marc-Gilbert Sauvajon (Claire Andrieux)
- 1950 : L'Homme de la Jamaïque de Maurice de Canonge (Vicky Blanchard)
- 1951 : Les Petites Cardinal de Gilles Grangier (Virginie Cardinal)
- 1951 : Au pays du soleil de Maurice de Canonge (Miette Rizoul)
- 1952 : Un jour avec vous de Jean-René Legrand (Mathilde de Marsans)
- 1952 : Torticola contre Frankensberg de Paul Paviot (Lorelei)
- 1952 : La neige était sale de Luis Saslavsky (Moune)
- 1952 : Sérénade au bourreau de Jean Stelli (Paula Cherry)
- 1952 : Violettes impériales de Richard Pottier (Mirette)
- 1952 : La Double Méprise, de Jean Béranger (court métrage)
- 1953 : Un caprice de Caroline chérie de Jean-Devaivre (Comtesse Paolina Ruccelli)
- 1953 : Cet homme est dangereux de Jean Sacha (Susanne)
- 1954 : Les Corsaires du bois de Boulogne de Norbert Carbonnaux (Caroline Grossac)
- 1954 : Une balle suffit (La canción del penal) de Juan Lladó et Jean Sacha (Florence Davis)

## Théâtre
- 1948 : J'irai cracher sur vos tombes de Boris Vian, mise en scène Alfred Pasquali, Théâtre Verlaine
- 1957 : Le Grand Couteau de Clifford Odets, mise en scène Jean Serge, Théâtre des Bouffes-Parisiens
- 1960 : La Logeuse de Jacques Audiberti, mise en scène Pierre Valde, Théâtre de l'Œuvre
- 1964 : Gog et Magog de Roger MacDougall et Ted Allan, mise en scène François Périer, Théâtre des Célestins